# Lăcrămioară
Lăcrămioara (lat. Convallaria majalis) este o specie de plante erbacee, perene prin rizom, încadrate în genul Convallaria, familia Ruscaceae. Anterior, planta se afla în familia Liliaceae sau Convallariaceae. Mai este denumită și clopoțele, crin de vale, dumbrăvioară, iarba Sfântului Gheorghe.

## Date generale
Există trei subspecii care au fost considerate specii diferite de unii botaniști:
- Convallaria majalis var. keiskei  - în China și Japonia, cu fructe roșii și flori în formă de castron.
- Convallaria majalis var. majalis - în Eurasia, cu petalele albe.
- Convallaria majalis var. montana - în SUA, cu o dungă verde pe nervura principală a petalelor florilor.

## Descrierea speciei
Tulpina este înaltă de 15–25 cm, încadrată de două frunze mari, eliptice, cu nervatură arcuată. La capătul tulpinii se află o inflorescență simplă. Florile sunt albe, cu peduncul scurt, intens și plăcut mirositoare. Fructele sunt bace sferice, de un roșu aprins.

## Areal de răspândire și locuri preferate
Poate fi întâlnită în pădurile de foioase, tufărișuri, lunci, regiunile deluroase și de câmpie din Europa, nordul Asiei și America de Nord.
Planta preferă umbra parțială sau totală. Plantate sub copaci sau arbuști pot forma un covor. Sunt de efect în zonele umbrite, unde puține alte plante cresc. Are nevoie de umiditate permanentă pentru ca frunzele să nu se îngălbenească. Preferă solurile acide sau neutre (pH 5,6-7,5).

## Substanțe active
Toate părțile plantei, inclusiv fructele, sunt extrem de toxice. În caz de ingerare, chiar și în cantități mici, poate provoca dureri abdominale, vărsături, precum și reducerea frecvenței cardiace.
Principalele substanțe active sunt:
- glicozide toxice cu acțiune cardiotonică: convaloatoxină, convalozidă, convaltoxol
- saponozide: convalarină, convalamarină
- acizi diverși
- esențe parfumate
- carbonat de calciu
- mici cantități de ulei volatil sunt prezente în flori.

## Indicații
Infuzia, maceratul și tinctura de lăcrămioară se pot folosi numai sub control medical pentru tratarea afecțiunilor cardiace, a migrenelor de natură nervoasă, a nevralgiilor și amețelilor, având totodată și efecte diuretice. Orice autoterapie este contraindicată, planta fiind extrem de toxică.